# Guðlaugur Þór Þórðarson
Guðlaugur Þór Þórðarson, né le 19 décembre 1967 à Reykjavík, est un homme politique islandais, membre du Parti de l'indépendance. Depuis 2021, il est ministre de l'Environnement, de l'Énergie et du Climat.

## Biographie
Guðlaugur est titulaire d'un baccalauréat en sciences politiques de l'Université d'Islande en 1996. Il est élu au conseil d'administration de l'organisation de jeunesse du Parti de l'indépendance, Samband ungra sjálfstæðismanna en 1987, dont il est le vice-président de 1989 à 1993 et président de 1993 à 1997. Aux élections locales de 1998, il est élu au conseil municipal de Reykjavík en 1998, où il siège pendant deux mandats jusqu'en 2006.
En 2003, il est élu à l'Althing pour la circonscription de Reykjavík Nord et, le 24 mai 2007, est nommé ministre de la Santé dans la coalition conduite par Geir Haarde avec l'Alliance, poste qu'il occupe jusqu'à la démission du gouvernement le 1er février 2009 en raison de l'effondrement du système bancaire islandais.
Le 11 janvier 2017, Guðlaugur est nommé ministre des Affaires étrangères du gouvernement de Katrín Jakobsdóttir.